# Antonio Pedrero
Pedrero  López est un nom espagnol. Le premier nom de famille, en général paternel, est Pedrero ; le second, en général maternel, souvent omis, est López.
Antonio Pedrero López (né le 23 octobre 1991 à Terrassa) est un coureur cycliste espagnol, membre de l'équipe Movistar.

## Biographie
En 2012, Antonio Pedrero intègre l'équipe amateure Lizarte, réserve de l'équipe professionnelle Movistar. Il y reste jusqu'en 2015, remportant notamment le Tour de Cantabrie en 2013 ou le Tour de Navarre en 2014. En juillet 2015, il rejoint l'équipe continentale dominicaine Inteja-MMR Dominican. Avec elle, il prend la troisième place du Tour de Guadeloupe, dont il gagne une étape. En fin d'année, il est recruté par l'équipe World Tour Movistar, qui l'engage pour deux ans.
Durant sa première saison, il est notamment dixième du Tour de l'Ain et du Circuit de Getxo. Durant l'été 2017, son engagement avec Movistar est prolongé de deux ans puis il dispute le Tour d'Espagne, son premier grand tour, qu'il termine à la 51e place du classement général. Au printemps 2018, Pedrero prend la huitième place du Tour des Asturies, remporté par son coéquipier équatorien Richard Carapaz, puis dispute son premier Tour d'Italie, aux côtés de Carlos Betancur et de Carapaz,, quatrième du classement général.
Entre 2018 et 2022, il compte six participations à un grand tour, qu'il a tous terminés. Il remporte son premier succès en tant que professionnel lors de la saison 2021, en s'imposant sur la troisième étape et le classement général de la Route d'Occitanie. Il récidive en 2022, avec une victoire sur la troisième étape du Tour de l'Ain.
En fin de contrat avec Movistar en décembre 2023, l'équipe annonce en octobre la prolongation de celui-ci jusqu'en fin d'année 2025.

## Palmarès

### Palmarès amateur
- 2009
  - 3e étape de la Vuelta al Besaya
- 2012
  - Champion de Catalogne du contre-la-montre espoirs
  - 2e de la Subida a Gorla
  - 3e du Mémorial Sabin Foruria
- 2013
  - Soraluzeko Saria
  - Circuito Sollube
  - Tour de Cantabrie :
    - Classement général
    - 1re étape

  - 2e du Mémorial Cirilo Zunzarren
  - 2e du Mémorial Valenciaga
  - 3e du Mémorial Sabin Foruria
  - 3e du San Roman Saria
- 2014
  - Tour de Navarre :
    - Classement général
    - 1re étape

  - 2e du Gran Premio San Antonio
  - 2e du Tour de Tolède
- 2015
  - Clásica Ciudad de Torredonjimeno
  - Subida a Urraki
  - 9e étape du Tour de Guadeloupe
  - 2e du Premio San Pedro
  - 2e du San Isidro Sari Nagusia
  - 3e du Mémorial Valenciaga
  - 3e de la Coupe d'Espagne de cyclisme
  - 3e du Tour de Guadeloupe

### Palmarès professionnel
- 2021
  - Route d'Occitanie : 
    - Classement général
    - 3e étape

  - 2e du Tour des Asturies
- 2022
  - 3e étape du Tour de l'Ain

### Résultats sur les grands tours

#### Tour de France
1 participation
- 2023 : abandon (14e étape)

#### Tour d'Italie
5 participations
- 2018 : 92e
- 2019 : 46e
- 2020 : 20e
- 2021 : 22e
- 2022 : 27e

#### Tour d'Espagne
2 participations
- 2017 : 51e
- 2019 : 43e

## Classements mondiaux
| Année                                 | 2011  | 2012 | 2013 | 2014 | 2015 | 2016  | 2017  | 2018 | 2019 | 2020 | 2021 | 2022 | 2023 | 2024  |
| ------------------------------------- | ----- | ---- | ---- | ---- | ---- | ----- | ----- | ---- | ---- | ---- | ---- | ---- | ---- | ----- |
| UCI World Tour                        |       |      |      |      |      | nc    | 358e  | 302e |      |      |      |      |      |       |
| Classement mondial                    |       |      |      |      |      | 1176e | 1377e | 707e | 444e | 603e | 203e | 210e | 895e | 1670e |
| UCI Europe Tour                       | 1087e | nc   | nc   | nc   | 501e | 797e  | 1151e | 527e | 349e | 489e | 174e | 171e | nc   | nc    |
|                                       |       |      |      |      |      |       |       |      |      |      |      |      |      |       |
| Légende : nc = non classéSource : UCI |       |      |      |      |      |       |       |      |      |      |      |      |      |       |